# イラクリ・ガリバシヴィリ内閣
イラクリ・ガリバシヴィリ内閣（イラクリ・ガリバシヴィリないかく、グルジア語: ირაკლი ღარიბაშვილის კაბინეტი）は、イラクリ・ガリバシヴィリ首相を長とした、ジョージアの内閣である。
前任のビジナ・イヴァニシヴィリの自発的辞任により、2013年11月20日に発足。直近の憲法改正のため、2013年10月の大統領選挙後に議会の承認を得る必要があった。閣僚のほとんどがイヴァニシヴィリ内閣からの留任であった。ガリバシヴィリは2015年12月30日に辞任し、ギオルギ・クヴィリカシヴィリ内閣に引き継がれた。

## 構成
この内閣は、以下の閣僚で構成された。
| 役職                                     | 氏名                         | 任期           | 任期           | 所属政党 | 所属政党                        |
| 役職                                     | 氏名                         | 開始           | 終了           | 所属政党 | 所属政党                        |
| ---------------------------------------- | ---------------------------- | -------------- | -------------- | -------- | ------------------------------- |
| 首相                                     | イラクリ・ガリバシヴィリ     | 2013年11月20日 | 2015年12月30日 |          | ジョージアの夢＝民主ジョージア  |
| 第一副首相                               | ギオルギ・クヴィリカシヴィリ | 2013年11月20日 | 2015年12月30日 |          | 無所属                          |
| 副首相                                   | カハ・カラーゼ               | 2013年11月20日 | 2015年12月30日 |          | ジョージアの夢＝民主ジョージア  |
| 財務大臣                                 | ノダル・ハドゥリ             | 2013年11月20日 | 2015年12月30日 |          | ジョージアの夢＝民主ジョージア  |
| 経済・持続的発展大臣                     | ギオルギ・クヴィリカシヴィリ | 2013年11月20日 | 2015年9月1日   |          | 無所属                          |
| 経済・持続的発展大臣                     | ディミトリ・クムシシヴィリ   | 2015年9月1日   | 2015年12月30日 |          | 無所属                          |
| 労働・保健・社会保障大臣                 | ダヴィト・セルゲエンコ       | 2013年11月20日 | 2015年12月30日 |          | 無所属                          |
| エネルギー大臣                           | カハ・カラーゼ               | 2013年11月20日 | 2015年12月30日 |          | ジョージアの夢＝民主ジョージア  |
| 内務大臣                                 | アレクサンドレ・チカイゼ     | 2013年11月20日 | 2015年1月23日  |          | 無所属                          |
| 内務大臣                                 | ヴァフタング・ゴメラウリ     | 2015年1月26日  | 2015年7月22日  |          | 無所属                          |
| 内務大臣                                 | ギオルギ・ムゲブリシヴィリ   | 2015年8月1日   | 2015年12月30日 |          | ジョージアの夢＝民主ジョージア  |
| 法務大臣                                 | テア・ツルキアニ             | 2013年11月20日 | 2015年12月30日 |          | 我らがジョージア 自由民主主義者 |
| 外務大臣                                 | マイア・パンジキゼ           | 2013年11月20日 | 2013年11月5日  |          | ジョージアの夢＝民主ジョージア  |
| 外務大臣                                 | タマル・ベルチャシヴィリ     | 2013年11月11日 | 2015年9月1日   |          | 無所属                          |
| 外務大臣                                 | ギオルギ・クヴィリカシヴィリ | 2015年9月1日   | 2015年12月30日 |          | ジョージアの夢＝民主ジョージア  |
| 教育科学大臣                             | タマル・サニキゼ             | 2013年11月20日 | 2015年12月30日 |          | 無所属                          |
| 被占領地域出身国内避難民・住宅・難民大臣 | ダヴィト・ダラフヴェリゼ     | 2013年11月20日 | 2014年7月21日  |          | 国民フォーラム                  |
| 被占領地域出身国内避難民・住宅・難民大臣 | ソザル・スバリ               | 2014年7月26日  | 2015年12月30日 |          | ジョージアの夢＝民主ジョージア  |
| 環境・天然資源保護大臣                   | ハトゥナ・ゴガラゼ           | 2013年11月20日 | 2014年7月21日  |          | ジョージアの夢＝民主ジョージア  |
| 環境・天然資源保護大臣                   | エルグジャ・ホクリシヴィリ   | 2014年7月26日  | 2015年5月1日   |          | ジョージアの夢＝民主ジョージア  |
| 環境・天然資源保護大臣                   | ギグラ・アグラシヴィリ       | 2015年5月1日   | 2015年12月30日 |          | ジョージア共和党                |
| 国防大臣                                 | イラクリ・アラサニア         | 2013年11月20日 | 2014年11月4日  |          | 我らがジョージア 自由民主主義者 |
| 国防大臣                                 | ミンディア・ジャネリゼ       | 2014年11月5日  | 2015年5月1日   |          | ジョージアの夢＝民主ジョージア  |
| 国防大臣                                 | ティナ・ヒダシェリ           | 2015年5月1日   | 2015年12月30日 |          | ジョージア共和党                |
| 地方発展インフラ大臣                     | ダヴィト・ナルマニア         | 2013年11月20日 | 2014年4月14日  |          | ジョージア共和党                |
| 地方発展インフラ大臣                     | エルグジャ・ホクリシヴィリ   | 2014年4月14日  | 2014年7月21日  |          | 無所属                          |
| 地方発展インフラ大臣                     | ダヴィト・シャヴリアシヴィリ | 2014年7月26日  | 2015年5月21日  |          | 無所属                          |
| 地方発展インフラ大臣                     | ノダル・ジャヴァヒシヴィリ   | 2015年5月21日  | 2015年12月30日 |          | ジョージアの夢＝民主ジョージア  |
| 農業大臣                                 | シャルヴァ・ピピア           | 2013年11月20日 | 2014年7月21日  |          | 無所属                          |
| 農業大臣                                 | オタル・ダネリア             | 2014年7月21日  | 2015年12月30日 |          | 無所属                          |
| 矯正・法務支援大臣                       | ソザル・スバリ               | 2013年11月20日 | 2014年7月21日  |          | ジョージアの夢＝民主ジョージア  |
| 矯正・法務支援大臣                       | ギオルギ・ムゲブリシヴィリ   | 2014年7月26日  | 2015年8月1日   |          | ジョージアの夢＝民主ジョージア  |
| 矯正・法務支援大臣                       | カハ・カヒシヴィリ           | 2015年8月1日   | 2015年12月30日 |          | ジョージアの夢＝民主ジョージア  |
| 文化・遺跡保護大臣                       | グラム・オディシャリア       | 2013年11月20日 | 2014年7月21日  |          | ジョージアの夢＝民主ジョージア  |
| 文化・遺跡保護大臣                       | ミヘイル・ギオルガゼ         | 2014年7月23日  | 2015年12月30日 |          | ジョージアの夢＝民主ジョージア  |
| スポーツ・青年大臣                       | レヴァン・キピアニ           | 2013年11月20日 | 2015年5月1日   |          | ジョージアの夢＝民主ジョージア  |
| スポーツ・青年大臣                       | タリエル・ヘチカシヴィリ     | 2015年5月1日   | 2015年12月30日 |          | ジョージアの夢＝民主ジョージア  |
| 欧州・欧州大西洋統合担当国務大臣         | アレクシ・ペトリアシヴィリ   | 2013年11月20日 | 2014年11月4日  |          | 我らがジョージア 自由民主主義者 |
| 欧州・欧州大西洋統合担当国務大臣         | ダヴィト・バクラゼ           | 2014年11月15日 | 2015年12月30日 |          | ジョージアの夢＝民主ジョージア  |
| 再統合問題担当国務大臣                   | パアタ・ザカレイシヴィリ     | 2013年11月20日 | 2015年12月30日 |          | ジョージア共和党                |
| 在外グルジア人問題担当国務大臣           | コンスタンティネ・スルグラゼ | 2013年11月20日 | 2014年7月21日  |          | 我らがジョージア 自由民主主義者 |
| 在外グルジア人問題担当国務大臣           | ゲラ・ドゥンバゼ             | 2014年7月26日  | 2015年12月30日 |          | ジョージアの夢＝民主ジョージア  |